# WPVI-Sendemast
Der WPVI-Sendemast ist ein 388,92 Meter hoher abgespannter Sendemast zur Verbreitung von UKW und TV-Programmen in Philadelphia, Pennsylvania, USA. Der WPVI-Sendemast wurde 1998 fertiggestellt und ist Eigentum von ABC.